# Mihai Constantin Șeitan
Mihai Constantin Șeitan (n. 16 iulie 1946) este un politician român, membru al Partidului Democrat Liberal. A fost ministru al muncii, familiei și protecției sociale în perioada mai 2010 - septembrie 2010. A absolvit la Institutul Politehnic București Facultatea de Automatică și Calculatoare și apoi, Facultatea de Matematică.

## Activitatea politică și profesională
Șeitan a mai fost șeful Oficiului pentru Coordonarea Reformei Sistemelor de Pensii din România (Banca Mondială) și consultant în Parlamentul României. A mai condus și Casa Națională de Pensii și alte Asigurări Sociale (CNPAS) în perioada februarie 2005 - mai 2007, el fiind și coordonatorul echipei tehnice care a elaborat proiectul de Lege privind sistemul unitar de pensii publice.
După ce a părăsit CNPAS, a condus, din postura de director general, compania FINCOP Broker de Pensii Private.
În perioada februarie - octombrie 2009 a fost consilier de stat pentru muncă și protecție socială al premierului Emil Boc. Este specialist în sistemul public de pensii.
În perioada octombrie - decembrie 2009 a fost secretar de stat în Ministerul Muncii, Familiei și Protecției Sociale.